# André Glucksmann
André Glucksmann (Boulogne-Billancourt, 19 giugno 1937 – Parigi, 9 novembre 2015) è stato un filosofo, saggista e attivista francese.
La sua personalità di intellettuale engagé viene accostata ai protagonisti della corrente intellettuale della nouvelle philosophie, quella cerchia di filosofi che, negli anni '70 del Novecento, operò una decisa rottura con il marxismo: la figura di Glucksmann è considerata una sorta di tramite, tra gli artefici di quella stagione culturale e gli esponenti della generazione di intellettuali marxisti che li aveva preceduti, come Jean-Paul Sartre e Michel Foucault.
Particolare fu il suo impegno per la difesa e l'affermazione dei diritti umani, con un'azione che, di volta in volta, prescindeva da ogni considerazione e contingenza di tipo ideologico, un atteggiamento che, a volte, lo portò ad assumere prese di posizione controcorrente, come il suo sostegno atlantista all'intervento della NATO contro la Jugoslavia nel teatro bellico del Kosovo nel 1999, oppure, come nelle elezioni francesi del 2007, il sostegno dichiarato all'esponente di centro-destra Nicolas Sarkozy contro la pur rispettata candidata socialista Ségolène Royal.

## Biografia
Nasce in una famiglia austro-ungarica di ebrei aschenaziti (suo padre veniva dalla Bucovina e sua madre da Praga).Compie gli studi a Lione, poi alla École normale supérieure de Saint-Cloud. Di formazione filosofica, entra al CNRS come specialista della guerra, della dissuasione e della strategia nucleare, lavorando sotto la direzione di Raymond Aron. Nel 1968 pubblica il suo primo libro, Le discours de la guerre, partecipa agli avvenimenti del maggio 1968 come militante maoista e negli anni settanta milita a favore dei resistenti all'oppressione sovietica. Nel 1972 definisce la Francia una "dittatura fascista" in un articolo pubblicato dalla rivista Les Temps Modernes. Nel 1975 pubblica La Cuisinière et le mangeur d'hommes, réflexions sur l'État, le marxisme et les camps de concentration, dove stabilisce un parallelo fra il nazismo e il comunismo. Questo libro, così come Les Maîtres penseurs, edito nel 1977, è un successo editoriale ma suscita numerose critiche in Europa.
Negli anni ottanta pubblica altre opere e segue per la stampa francese la caduta del Muro di Berlino. Di norma, giustifica le prese di posizione filo-americane e filo-israeliane in politica estera, soprattutto durante la guerra in Iraq. Nel 2003, dalle colonne del quotidiano Le Monde, fustiga il "campo della pace" e sottolinea la disponibilità, per Saddam Hussein, di armi di distruzione di massa, affermazione in seguito rivelatasi errata come ammesso dallo stesso presidente statunitense George W. Bush.
André Glucksmann è noto anche per aver appoggiato, con altri intellettuali, come Bernard-Henri Lévy, l'intervento della NATO contro la Jugoslavia nella guerra del Kosovo nel 1999.
È conosciuto altresì per il suo sostegno alla causa cecena (in Cecenia ha soggiornato illegalmente per un mese) e ha denunciato regolarmente l'atteggiamento compiacente dei Paesi occidentali verso la politica di Vladimir Putin.
Nel gennaio 2007, alle elezioni presidenziali, appoggia Nicolas Sarkozy, candidato dell'UMP (Union pour la Majorité Presidentielle). In una tribuna politica pubblicata su Le Monde, il filosofo sostiene che il leader del centrodestra sia "oggi il solo candidato a essersi impegnato per la Francia del cuore", quella che sostiene i "boat-people vietnamiti che fuggono dal comunismo, i sindacalisti di Solidarność imprigionati, i dissidenti russi, bosniaci, kosovari, ceceni".
Nel 2014 il filosofo sostenne la causa della società filomatica, secondo lui avente scopi che potessero favorire la laicità e la compartecipazione internazionale ai problemi decisionali, legati all'ingerenza delle potestà indirette.
Rifiutandosi di appoggiare Ségolène Royal (candidata alla quale, comunque, pur riconosce il suo "rispetto") André Glucksmann critica una sinistra "che si crede moralmente infallibile" ma che ha rinunciato, scrive, alla battaglia ideologica e alla solidarietà internazionale.
Muore a Parigi il 9 novembre 2015 all'età di 78 anni.

## Opere
- La Bêtise, 1985
  - Traduzione italiana: La stupidità, 1986
- Les deux chemins de la Philosophie (Plon, 2009)
  - Le due strade della filosofia (Spirali, 2010)
- Mai 68 expliqué à Nicolas Sarkozy (2008)
  - Sessantotto. Dialogo tra un padre e un figlio su una stagione mai finita, Piemme, 2008
- Une rage d'enfant (2006)
  - Una rabbia di bambino, Spirali, 2006
- Le Discours de la haine (ottobre 2004)
  - Il discorso dell'odio. L'Islam, l'America, gli ebrei, le donne: la strada dell'odio è lastricata di buone intenzioni, Piemme, 2005
- Ouest contre Ouest (agosto 2003)
  - Occidente contro Occidente, Lindau, 2004
- Descartes c'est la France (ottobre 1987)
- Dostoïevski à Manhattan (gennaio 2002)
  - Dostoevskij a Manhattan, Liberal Libri, 2002
- La Troisième Mort de Dieu (marzo 2000)
  - La terza morte di Dio. Perché l'Europa è ormai un continente ateo e nel resto del mondo invece si uccide per fede, Fondazione Liberal, 2004
- Cynisme et passion (gennaio 1999)
- Le Bien et le mal (settembre 1997)
- De Gaulle où es-tu ? (marzo 1995)
- La Fêlure du monde (dicembre 1993)
  - Il mondo increspato, Bompiani, 1995
- Le XIeme commandement (gennaio 1992)
  - L'undicesimo comandamento, Longanesi, 1992
- Silence, on tue con Thierry Wolton (ottobre 1986)
  - Silenzio, si uccide, Longanesi, 1987
- L'Esprit post-totalitaire, preceduto da Devant le bien et le mal avec Petr Fidelus (maggio 1986)
- La Bêtise (marzo 1985)
  - La stupidità, Longanesi, 1985
- La Force du vertige (novembre 1983)
  - La forza della vertigine, Longanesi, 1984
- L'atto antitotalitario, Spirali, 1983
- Cynisme et passion (ottobre 1981)
- Les Maîtres penseurs (marzo 1977)
- I padroni del pensiero, Garzanti, 1977
- La Cuisinière et le Mangeur d'Hommes, réflexions sur L'état, le marxisme et les camps de concentration (1975)
  - La cuoca e il mangia-uomini: sui rapporti tra Stato, marxismo e campi di concentramento, L'erba voglio, 1977
- Discours de la guerre, théorie et stratégie (1967)
  - Il discorso della guerra, Feltrinelli, 1969